# Ignasi Melé i Farré
Ignasi Melé i Farré   (Cervera, 24 d'abril de 1859 - Tossa de Mar, 1928) fou un metge i excursionista català.
Llicenciat a Barcelona el 1886, el 1892 es va establir a Tossa de Mar on va exercir la resta de la seva vida.
Vinculat al moviment de la Renaixença, fou conferenciant de l'Associació Catalanista d'Excursions Científiques i membre de l'Institut d’Estudis Catalans. Impulsà i dirigí excavacions arqueològiques, que permeteren de descobrir les restes de la vil·la romana dels Ametllers el 1914. L'any següent fundà el museu de Tossa i, posteriorment, el de Sant Feliu de Guíxols.